# Vaudeblòra
Vaudeblòra (en francès Valdeblore) és un municipi francès situat al departament dels Alps Marítims i a la regió de Provença – Alps – Costa Blava. Comprèn les viles de Sant Dalmàs (Saint-Dalmas), la Ròcha (La Roche), la Bolina (La Bolline), Molièras (Mollières) i la Colmiana (La Colmiane).

## Demografia
| 1962                                       | 1968 | 1975 | 1982 | 1990 | 1999 | 2006 |
| ------------------------------------------ | ---- | ---- | ---- | ---- | ---- | ---- |
| 556                                        | 556  | 466  | 584  | 664  | 686  | 802  |
| Des de 1962: població sense dobles comptes |      |      |      |      |      |      |

## Administració
| Període | Identitat       | Partit |
| ------- | --------------- | ------ |
| 2001-   | Fernand Blanchi | UMP    |